# Владислав II Плоцький
Владислав II Плоцький (пол. Władysław II Płocki; близько 1448 — 27 лютого 1462) — князь Мазовецький в Плоцьку, Белзі, Раві, Сохачеві, Гостиніну, Плонську та Візні в 1455–1462 роках.

## Біографія
Владислав II був молодшим сином князя Владислава I Плоцького та Анни Олесницької.
Не відомо точно, коли він народився. На момент смерті батька в 1455 році залишився малолітнім і залишався під опікою регентів — єпископа Плоцького Павла Гижицького та Анни Олесницької. Регентство формально закінчилося в 1459 році, коли старший брат Владислава Земовит VI досяг віку, який згідно із законом вважали достатнім для взяття влади (в Мазовії тоді це було 14 років). У тому ж році до князівства молодих Владиславичів приєдналася гостинінська земля, успадкована після смерті тітки Маргарити Ратиборської (вдови Земовита V).
Правління Земовита VI тривало лише до новорічної ночі з 1461 на 1462 рік, коли старший син Владислава I несподівано помер. Смерть брата зробила Владислав II єдиним спадкоємцем Мазовії Плоцької і Белзької землі. Через його малоліття влада знову перейшла до регентства під головуванням єпископа. Менше ніж через два місяці після смерті свого брата, смерть також спіткала Владислава. Раптова смерть молодих князів (які мали 16 і 14 років на момент смерті) викликала численні чутки, мовляв П'ястів було отруєно. Звинувачення у вбивстві були спрямовані особливо до каштеляна сохачевського Готтарда з Рибно, який нібито мав претензії до князів за те, що вони позбавили його якогось села. Наразі існує думка, що смерть двох князів була природною, про що свідчить непідняття цієї теми, як правило, добре проінформованим про відносини, які склалися між мазовецькими П'ястами, Яном Длугошем. Швидше за все причиною смерті в такому юному віці Земовита та Владислава було спадкове захворювання цієї лінії П'ястів — туберкульоз.
Смерть Владислав II Плоцького і закінчення на ньому лінії мазовецьких князів, що походять від Земовита IV сприяло тому, що Казимир IV Ягеллончик відповідно до феодального законодавства хотів би приєднатися усі його володіння до польської корони. Енергійні дії тітка останніх князів Катерини, а також небажання мазовецьких магнатів до зміни суверена остаточно схилило в кінцевому Ягеллона до інкорпорації тільки Белзької землі та Галицької Русі, а також равську і гостинінську землі в Мазовії Плоцькій. У 1476 році до Корони додатково інкорпоровано сохачевську землю. Інші території ще протягом деякого часу залишались у руках мазовецьких князів з варшавської лінії, незважаючи на той факт, що король взяв фортецю Плоцьк і прийняв там присягу від плоцької шляхти. Однак, він не міг мирно подолати опору можновладців прив'язаних до місцевої династії П'ястів, а військового примусу Казимир IV Ягеллончик використовувати не мав наміру.
| Попередник Земовит V Казимир II Тройден II Владислав I |  | Князь плоцький 1455-1462 до 1461 разом з Земовитом VI |  | Наступник Казимир III |

| Попередник Владислав I |  | Князь белзький 1455-1462 до 1461 разом з Земовитом VI |  | Наступник Земля відійшла до Корони |

| Попередник Земовит V Казимир II Тройден II Владислав I |  | Князь візький 1455-1462 до 1461 разом з Земовитом VI |  | Наступник Казимир III |

| Попередник Владислав I |  | Князь равський 1455-1462 до 1461 разом з Земовитом VI |  | Наступник Земля відійшла до Корони |